# ファイナルファンタジーXIV 光のお父さん
『ファイナルファンタジーXIV 光のお父さん』（ファイナルファンタジーフォーティーン ひかりのおとうさん FINAL FANTASY XIV Daddy of Light）は2017年4月から5月まで日本で放送されたテレビドラマ。
「ファイナルファンタジーシリーズ」を題材にした商業作品としては、初の実写ドラマ化となる。
なお、ドラマ化への経緯が説明されている『光のぴぃさん』および2019年6月21日から公開されている劇場版についても、本項で解説する。

## 概要
元々は、「マイディー」というハンドルネームを持つ一介のゲーム好きの青年が、ブログ「一撃確殺SS日記」にて連載していた『光のお父さん』というタイトルの一連のブログ日記である。
60歳を超えるゲーム好きの父に、自分がユーザーであるオンラインゲームの『ファイナルファンタジーXIV』（『FFXIV』）で親孝行したいという計画が注目され、マイディーのブログは累計300万アクセスという人気を呼び、書籍化、テレビドラマ化へと至った。
タイトルは、『ファイナルファンタジーXIV』における主人公（プレイヤー）が「光の戦士」と呼ばれていることから、父親を「光の戦士=光のお父さん」と作中で命名したため。
作中のゲーム内シーンでは、実際に『ファイナルファンタジーXIV』内で原作者であるマイディーらが操作した映像が使われ、世界初の試みであるとして、これをキャラクターアクターと称している。マイディーの制作発表記者会見もオンラインゲーム内からの中継で、キャラクターを通して行われた。なお、FF14の開発チームから撮影に適した専用環境を提供するという申し出もあったのだが、ゲームパート監督の山本清史の強い希望により、「ゲームだけでこれだけ再現できるということを証明したい」という意向で、開発者の手を借りずに全てグングニルサーバーで撮影されている。
なお、原作者のマイディーは2018年に大腸がん手術を行ったものの、2年後の2020年6月に再発。闘病の末に、2020年12月に死去が報じられた。さらにその約3年後、マイディーの父・インディ（光のお父さん）も、2024年1月に死去したことが山本より明かされた。

## あらすじ
ネット上のゲーム仲間たちと共に、MMORPG『ファイナルファンタジーXIV』を楽しんでいる、ゲーム好きの青年であるハンドルネーム・マイディー。
彼はある日、60歳になるゲーム好きの父親のために、自分もやっているFF14をプレゼントしようと思いつく。これまで父親のことが嫌いという訳ではなかったが、仕事ばかりの父親とは特に仲が良いわけではなかったマイディーは、ゲームという共通の趣味を持つ父親に、ささやかな親孝行をしようと考えたのだ。
それは、FF14をプレイする父親のキャラクターに、あえて息子であることを隠して近づき、フレンド登録して共に冒険を続け、現実とオンライン上を行き来しながら父親のゲーム攻略をサポートし、攻略終盤のボス戦を倒した後に正体を明かそうという、数ヶ月がかりの壮大なオンライン育成プロジェクトであった。
自分のフレンド達にも協力を求め、ブログ上でもリアルタイムに実況をしながら、様々な困難を乗り越えて、父親をファイナルファンタジー世界における勇者『光の戦士』へと鍛え上げていく「光のお父さん計画」が、いま始まるのであった。
最終目標であるツインタニアを倒し、大迷宮バハムート邂逅編をクリアしたマイディーは父親に「頑張りましたね、お父さん」と話しかける。父親は「これからもよろしくお願いします、マイディーさん」と返事する。マイディーはもう父親は自分の正体に気づいていたのではと考える。
次の日現実世界に戻り、父親に「昨日はびっくりしたやろ？」と話しかけるマイディー。父親は「何が？」と答える。父親は全く気づいていなかったのである。しかし、マイディーは今までのことをすべて父親に打ち明け、ブログのこと、光のお父さん計画のこと、今までの父親への自分の感想を話す。
最後にマイディーは、オンラインゲームは作り物の世界ではあるが、この世界でやり取りした多くの「言葉」「想い」は作り物ではなく本物だと記し、この本が出版できたことで「オンラインゲーム」は「悪」ではなく、考え方や受け取り方、活かし方で人生においてこんなにも素晴らしいものなるということを伝え、「光のお父さん計画」のクリア報酬は幸せだったと記す。

## テレビドラマ版の登場人物
※ 映画版キャストは#キャスト（劇場版）を参照。

### 主人公の家族
稲葉 光生（いなば あきお） / マイディー
演 - 千葉雄大 / 少年時代 - 石塚獅桜 / 声 - 南條愛乃
原作で「僕」と名乗っているが、ドラマ化に当たって名前が付けられた。ゲーム内で「マイディー」のキャラクター名を使用している。
ゲーム好きで真面目な会社員。父・博太郎とは距離を感じている。
父の本当の姿を見てみたいという思いから『ファイナルファンタジーXIV』の世界に博太郎を誘い、自らの正体を隠し父とともにプレイすることを思いつく。
稲葉 博太郎（いなば ひろたろう） / インディ
演 - 大杉漣
光生の父。60歳を超えてから『ファイナルファンタジーXIV』に夢中になる。
仕事一筋で次期社長とも目されていたが、ある日突然、家族への相談もなく仕事を辞めた。
ハンドルネームの由来はインディ・ジョーンズ。
稲葉 貴美子（いなば きみこ）
演 - 石野真子
光生の母。夫・博太郎の退職を「早めの定年」として受け止めている。
楽しみにしているドラマの時間に博太郎がゲームをしたために怒りを爆発させる。

### 主要人物
正田 陽子（しょうだ ようこ）
演 - 馬場ふみか
光生の会社の新入社員。
当初は光生に非協力的だったが、次第に好意的な態度をとるようになる。
袴田 貴弘（はかまだ たかひろ）
演 - 袴田吉彦
光生の会社の先輩。面倒見がいい。
第I話の時点で父親を亡くしている。父との関係に悩む光生に対し、自身の経験を語る。
大野 肇（おおの はじめ）
演 - 長谷川初範
博太郎の学生時代からの親友。会社を経営している。
博太郎に仕事復帰するよう依頼するが、かたくなに固辞される。

### 会社関係者
栗山
演 - 島津健太郎
光生の会社の課長。新人女子社員の離職率が高い原因の調査など、光生にさまざまな仕事を依頼する。
大谷
演 - 今井孝祐
光生の同僚。家庭の事情により退職する。
西川
演 - 小岩崎小恵
光生の会社のOL。同期入社の近藤とは仲が良い。
近藤
演 - 味岡ちえり
光生の会社のOL。
同期入社の西川とは仲が良いが、大喧嘩をする。
深津
演 - 諒太郎
光生の同僚。
藤本
演 - 本田なお
光生の同僚。
飯山
演 - 信太昌之
光生の会社の顧客である「松芝」の部長。野球好き。
宮西
演 - 大塚ヒロタ
光生の会社の顧客である「松芝」の社員。

### プレイヤー仲間
マイディー
声 - 南條愛乃
ゲーム内の光生のキャラクター。
FC「じょびネッツァ」のマスター。
博太郎のキャラクターであるインディと距離を縮め、会社を辞めた理由を聞き出そうと試みる。
インディ
声 - 大杉漣
ゲーム内の博太郎のキャラクター。
はじめたばかりの新米冒険者。
戦闘で苦戦している最中マイディーと出会い、それ以降は一緒に冒険を進める。
あるちゃん
声 - 寿美菜子
しっかり者。マイディーの秘書的存在。
ゆっきーとは現実世界で夫婦の仲。
きりんちゃん
声 - 悠木碧
いわゆる「不思議ちゃん」で、ときどき核心を突く。
きりんちゃんの提案が「光のお父さん計画」の切っ掛けとなる。
ゆっきー
声 - 湯浅かえで
あるちゃんとは現実世界で夫婦の仲。
海外に単身赴任中のためゲームのなかでしか、あるちゃんと会うことができない。
せろ
声 - 村田太志

## 用語
Free Company
略して「FC」。
プレイヤー同士で結成するチームのこと。
気の合う仲間が集まり、プレイ拠点となる家を共有するなどしてプレイ時間を共にする。
光生/マイディーはFC「じょびネッツァ」のマスターを務めている。
エオルゼア
ファイナルファンタジーXIVの舞台となる地名。
「光のお父さん」はリアルパートとゲームパートで構成されており、ゲームパートを指す言葉として「エオルゼア」が用いられる。
ゲームパートは、プレイヤー本人たちのキャラクターを使って実際のゲームのライブサーバーで撮影された。
「吉田」
第II話「光のお父さんが姿を消した。」でマイディーが叫ぶ「吉田」とは『ファイナルファンタジーXIV』プロデューサー兼ディレクターの吉田直樹のこと。

## スタッフ
- 原作 - マイディー
- ナレーション - 大島由莉子
- 監督(エオルゼアユニット) - 山本清史
- 監督 - 野口照夫
- 脚本 - 吹原幸太
- 音楽 - 森英治
- 音楽プロデューサー - 祖堅正慶/馬場俊行
- 主題歌・オープニングテーマ - GLAY『the other end of the globe』
- エンディングテーマ - SILENT SIREN 『AKANE』
- 挿入歌 - meg『Jacarandaの花のように』
- 撮影 - 安田光
- 製作 - 久保忠佳
- チーフプロデューサー - 丸山博雄/吉田直樹
- 企画・プロデュース - 渋谷恒一/平田樹彦
- プロデューサー - 宮田昌広/尹楊会/松瀬真一郎/白杉浩嗣/本田昌広
- キャラクターアクター - FCじょびネッツァ

## 放送日程
| 各話   | 放送日   | 放送日  | 放送日  | サブタイトル                               |
| 各話   | 毎日放送 | TBS     | Netflix | サブタイトル                               |
| ------ | -------- | ------- | ------- | ------------------------------------------ |
| 第I話  | 4月17日  | 4月19日 | 4月20日 | 光のお父さんがやってきた。                 |
| 第II話 | 4月24日  | 4月26日 | 4月27日 | 光のお父さんが姿を消した。                 |
| 第Ⅲ話  | 5月01日  | 5月03日 | 5月04日 | 光のお父さんにゲームオーバーはなかった。   |
| 第Ⅳ話  | 5月08日  | 5月10日 | 5月11日 | 光のお父さんは１日１時間の戦士になった。   |
| 第Ⅴ話  | 5月15日  | 5月17日 | 5月18日 | 光のお父さんは意外な言葉を口にした。       |
| 第Ⅵ話  | 5月22日  | 5月24日 | 5月25日 | 光のお父さんはすべてを打ち明けた。         |
| 第Ⅶ話  | 5月29日  | 5月31日 | 6月01日 | 光のお父さんは本物の光の戦士だ。           |
| 特別編 | -        | -       | 6月01日 | 僕たちは、あるちゃんのエタバンに奔走した。 |

## ネット局
| 放送期間                | 放送日時                     | 放送局      | 放送対象地域 | 備考   |
| ----------------------- | ---------------------------- | ----------- | ------------ | ------ |
| 2017年4月17日 - 5月29日 | 月曜 0:50 - 1:20（日曜深夜） | 毎日放送    | 近畿広域圏   | 製作局 |
| 2017年4月19日 - 5月31日 | 水曜 1:28 - 1:58（火曜深夜） | TBSテレビ   | 関東広域圏   |        |
| 2017年4月25日 - 6月6日  | 火曜 1:01 - 1:31（月曜深夜） | 長崎放送    | 長崎県       |        |
| 2017年4月30日 - 6月11日 | 日曜 2:13 - 2:43（土曜深夜） | 東北放送    | 宮城県       |        |
| 2017年5月8日 - 6月19日  | 月曜 0:50 - 1:20（日曜深夜） | 北海道放送  | 北海道       |        |
| 2017年5月18日 - 6月29日 | 木曜 0:26 - 0:55（水曜深夜） | IBC岩手放送 | 岩手県       |        |
| 2017年5月19日 - 6月30日 | 金曜 1:00 - 1:30（木曜深夜） | 熊本放送    | 熊本県       |        |
| 2017年5月26日 - 7月7日  | 金曜 1:12 - 1:42（木曜深夜） | テレビ山口  | 山口県       |        |
| 2017年5月27日 - 7月8日  | 土曜 1:55 - 2:25（金曜深夜） | 静岡放送    | 静岡県       |        |

2017年4月20日よりNetflixで配信されている。6月1日からNetflix限定の特別編が配信開始。

## 劇場版
2019年6月21日に公開された（第一報は同年3月に開催したファン向けリアルイベント「FINAL FANTASY XIV FAN FESTIVAL 2019 in TOKYO」にて発表された）。
主要スタッフはおおむねドラマ版と同一だが、顔出しするキャストは2018年に急逝した大杉漣を含め一新された。ストーリーについては原作・ドラマ版を踏襲する部分が多いが、原作には存在しない「アキオ（主人公）の妹」が登場するなどの変更が加えられている。
前述のように原作者のマイディーが2020年12月に死去した（脚本を執筆した吹原幸太も同年5月に急逝している）ことをうけ、同年同月25日より池袋HUMAXシネマズにて追悼上映が行われ、マイディーの実父も映画公式サイトにて「光のお父さん」名義で、追悼のコメントを寄せている。

### キャスト（劇場版）
- 岩本アキオ：坂口健太郎
- 岩本暁：吉田鋼太郎
- 井出里美：佐久間由衣
- 岩本美樹：山本舞香
- 賢介：前原滉
- 片岡：今泉佑唯
- 小笠原：野々村はなの
- 中島秀隆：和田正人
- 三原健一郎：山田純大
- 吉井晋太郎：佐藤隆太
- 岩本由紀子：財前直見

#### 声の出演（劇場版）
- マイディー：南條愛乃
- あるちゃん：寿美菜子
- きりんちゃん：悠木碧

### スタッフ（劇場版）
- 原作： マイディー『一撃確殺 SS日記』、スクウェア・エニックス『ファイナルファンタジーXIV』
- 監督：野口照夫、山本清史（エオルゼアパート）
- 脚本：吹原幸太
- 音楽：森英治
- 主題歌：GLAY「COLORS」
- 挿入歌：THE BEAT GARDEN「スタートボタン」
- 製作総指揮：久保忠佳
- 製作：依田巽、宮田昌広
- エグゼクティブプロデューサー：村野英司、高橋宏典
- チーフプロデューサー：丸山博雄、吉田直樹
- 企画・プロデュース：渋谷恒一、平田樹彦
- プロデューサー：尹楊会、白杉浩嗣、本田昌広、内藤和也
- アソシエイトプロデューサー：横山和宏、松瀬真一郎、小林学
- ラインプロデューサー：水島貞之
- 撮影：安田光
- 照明：中川のどか
- 録音：弥栄裕樹
- 美術：愛甲悦子
- 装飾：山本直輝
- 音楽プロデューサー：祖堅正慶、馬場俊行
- 配給：ギャガ
- 制作プロダクション：ダブル・フィールド
- 製作：「劇場版 ファイナルファンタジーXIV 光のお父さん」製作委員会（ギャンビット、毎日放送、ギャガ、VAP、スクウェア・エニックス、あまた）

## 『光のぴぃさん』
『光のお父さん』を書籍化・テレビドラマ化していく経緯は、ブログ「一撃確殺SS日記」にて、『光のぴぃさん』（The XXXXXXXX of Light→The Producer of Light）というタイトルで不定期で連載されている。

### 『光のぴぃさん』のあらすじ
「光のお父さん計画」のプロジェクト完遂まで、あと数回の連載を残すころ、「マイディー」に『光のお父さん』の書籍化の話が次々に舞い込んでくる。しかし、ほかのゲームに設定だけを転用しようとしたり、キャラクターのグラビア企画を前面に押し出そうとしたり『FFXIV』のことをよく理解していない業界人が多く、作品へのリスペクトに欠ける提案ばかりで、マイディーは憂鬱になる。
そんなマイディーのもとに、「ぴぃ」と名乗るルガディン（渋谷恒一）が現れる。現在ゲーム業界で働いているぴぃさんは、かつて映画業界にいた経験があり、大きな夢があるという。その夢を叶えるために『光のお父さん』のTVドラマ化の企画を立てて、出資者に提案することを許可してほしいと、マイディーに願いにきたのだ。
ぴぃさんの熱意に心を打たれたマイディーは、「『FFXIV』をよく分かっていない人に、大切な作品を任せたくない」との思いから、「ぴぃさん自ら『FFXIV』のプレイヤーとなって、大迷宮に挑みツインタニアを倒すこと」を条件に、ぴぃさんの提案を受け入れる。そして、新たな戦士「光のぴぃさん」と仲間たちとの、現実とオンライン上をまたいだ大冒険の物語がふたたび始まる。

## 『光のでぃさん』
『光のお父さん』の撮影秘話や撮影ポイントなどを振り返って解説する企画がブログ「一撃確殺SS日記」にて、『光のでぃさん』（The XXXXXXXX of Light→The Director of Light）というタイトルで毎回のNETFLIXの配信に合わせ連載されている。

## 書籍
- 『ファイナルファンタジーXIV 光のお父さん』 2017年3月16日発売 講談社 ISBN 978-4-06-220512-2